# ناتسوکی اوباما
ناتسوکی اوباما (انگلیسی: Natsuki Obama; ۱۲ فوریهٔ ۱۹۸۴ – ) مدل (شخص) و بازیگر اهل ژاپن بود.